# Lipija
Lipija  (lat. Lippia), rod tropskih grmova i polugrmova iz porodice sporiševki, dio tribusa Lantaneae. Pripada mu preko 160 vrsta rasprostranjenih po tropskoj Americi i Africi. 
U Hrvatskoj raste samo jedna vrsta, trolisna lipija, Lippia triphylla , 

## Opis
Uspravni grmovi, polugrmovi ili višegodišnje biljke. Listovi nasuprotni ili u pršljenovima po 3-4. Cvjetovi mali, sjedeći, uglavnom u  gustim glavicama ili klasovima koji se ponekad izduže u plodu, 1 do nekoliko glavica u pazušcu; svaki cvijet podupire brakteja. Vjenčić bijel, zelenkast ili kremasto žut; cijev cilindričnog ili lijevkastog oblika; obrub ± 2 usne. Prašnika 4. jajnik 2-lokularni. Plod je suh, okružen stisnutom čaškom, a kad je zreo, rastavlja se na 2 pirena  ("jezgra" ploda unutar koštunice koja nastaje lignifikacijom endokarpa ili ovojnice ploda). 

## Vrste
1. Lippia aberrans (Briq.) Tronc.
2. Lippia abyssinica (Otto & A.Dietr.) Cufod.
3. Lippia acuminata C.Wright ex Griseb.
4. Lippia acutidens Mart. & Schauer
5. Lippia alba (Mill.) N.E.Br. ex Britton & Wilson
6. Lippia alnifolia Schauer
7. Lippia americana L.
8. Lippia angustifolia Cham.
9. Lippia antaica Loes. & Moldenke
10. Lippia appendiculata B.L.Rob. & Greenm.
11. Lippia arechavaletae Moldenke
12. Lippia aristata Schauer
13. Lippia asperrima Cham.
14. Lippia balansae Briq.
15. Lippia baumii Gürke
16. Lippia bellatula Moldenke
17. Lippia brachypoda (Hayek) Tronc.
18. Lippia bracteosa (M.Martens & Galeotti) Moldenke
19. Lippia bradei Moldenke
20. Lippia brasiliensis (Link) T.R.S.Silva
21. Lippia bromleyana Moldenke
22. Lippia callensii Moldenke
23. Lippia campestris Moldenke
24. Lippia cardiostegia Benth.
25. Lippia carviodora Meikle
26. Lippia chevalieri Moldenke
27. Lippia chiapasensis Loes.
28. Lippia chrysantha Greenm.
29. Lippia ciliata Salimena
30. Lippia coarctata Tronc.
31. Lippia coriacea Briq.
32. Lippia corymbosa Cham.
33. Lippia crucifera B.P.Moreira & Deble
34. Lippia culmenicola Moldenke
35. Lippia dauensis (Chiov.) Chiov.
36. Lippia deltata I.N.Santana & T.R.S.Silva
37. Lippia diversifolia P.H.Cardoso & Salimena
38. Lippia domingensis Moldenke
39. Lippia dulcis Trevir.
40. Lippia durangensis Moldenke
41. Lippia ekmanii Moldenke
42. Lippia elliptica Schauer
43. Lippia eupatorium Schauer
44. Lippia fastigiata Brandegee
45. Lippia felippei Moldenke
46. Lippia ferruginea Kunth
47. Lippia filifolia Mart. & Schauer
48. Lippia flavida Urb.
49. Lippia florida Cham.
50. Lippia formosa Brandegee
51. Lippia fragrans Turcz.
52. Lippia ganevii Salimena & Múlgura
53. Lippia gardneriana Schauer
54. Lippia gehrtii Moldenke
55. Lippia gentryi Standl.
56. Lippia glazioviana Loes.
57. Lippia gossweileri S.Moore
58. Lippia grandiflora Mart. & Schauer
59. Lippia grata Schauer
60. Lippia harleyi Moldenke
61. Lippia hassleriana Chodat
62. Lippia hatschbachii Moldenke
63. Lippia hederiifolia Mart. & Schauer
64. Lippia herbacea Mart. ex Schauer
65. Lippia hermannioides Cham.
66. Lippia hieraciifolia Cham.
67. Lippia hirsuta L.f.
68. Lippia hirta (Cham.) Meisn. ex Walp.
69. Lippia hispida R.D.Good
70. Lippia hoehnei Moldenke ex Hoehne
71. Lippia horridula (Epling) Salimena, Múlgura & Harley
72. Lippia inopinata Moldenke
73. Lippia insignis Moldenke
74. Lippia javanica (Burm.f.) Spreng.
75. Lippia junelliana (Moldenke) Tronc.
76. Lippia kituiensis Vatke
77. Lippia krenakiana P.H.Cardoso, V.I.R.Valério & Salimena
78. Lippia lacunosa Mart. & Schauer
79. Lippia lamiana (Moldenke) Moldenke
80. Lippia lasiocalycina Cham.
81. Lippia lasiocalyx Herzog
82. Lippia lindmanii Briq.
83. Lippia lippioides (Cham.) Rusby
84. Lippia lojensis Moldenke
85. Lippia longipedunculata Kuntze
86. Lippia longispicata Salimena
87. Lippia lopezii Moldenke
88. Lippia lorentzii Moldenke
89. Lippia lupulina Cham.
90. Lippia macedoi Moldenke
91. Lippia macrophylla Cham.
92. Lippia magentea T.R.S.Silva
93. Lippia mantiqueirae P.H.Cardoso & Salimena
94. Lippia marrubiifolia Reichardt
95. Lippia martiana Schauer
96. Lippia maximiliani (Schauer) T.R.S.Silva
97. Lippia mcvaughii Moldenke
98. Lippia melastomifolia Gand.
99. Lippia mexicana G.L.Nesom
100. Lippia micromera Schauer
101. Lippia minima Salimena
102. Lippia misionera Deble & B.P.Moreira
103. Lippia morii Moldenke
104. Lippia multiflora Moldenke
105. Lippia myriocephala Schltdl. & Cham.
106. Lippia oatesii Rolfe
107. Lippia oaxacana B.L.Rob. & Greenm.
108. Lippia origanoides Kunth
109. Lippia oxycnemis Schauer
110. Lippia oxyphyllaria (Donn.Sm.) Standl.
111. Lippia palmeri S.Watson
112. Lippia paranensis (Moldenke) T.R.S.Silva & Salimena
113. Lippia pearsonii Moldenke
114. Lippia pedunculata H.Pearson
115. Lippia pedunculosa Hayek
116. Lippia plicata Baker
117. Lippia possensis Moldenke
118. Lippia praecox Mildbr. ex Moldenke
119. Lippia primulina S.Moore
120. Lippia procurrens (Schauer) T.R.S.Silva
121. Lippia pseudothea (A.St.-Hil.) Schauer
122. Lippia pubescens (Moldenke) T.R.S.Silva
123. Lippia pumila Cham.
124. Lippia pusilla T.R.S.Silva & Salimena
125. Lippia radula Baker
126. Lippia raoniana P.H.Cardoso & Salimena
127. Lippia recolletae Morong
128. Lippia rehmannii H.Pearson
129. Lippia renifolia Turcz.
130. Lippia rhodocnemis Mart. & Schauer
131. Lippia riedeliana Schauer
132. Lippia rosmarinifolia Andersson
133. Lippia rotundifolia Cham.
134. Lippia rubella (Moldenke) T.R.S.Silva & Salimena
135. Lippia rugosa A.Chev.
136. Lippia rzedowskii Moldenke
137. Lippia salicifolia Andersson
138. Lippia salsa Griseb.
139. Lippia sandwithiana Moldenke
140. Lippia saturejifolia Mart. & Schauer
141. Lippia savoryi Meikle
142. Lippia scaberrima Sond.
143. Lippia schaueriana Mart. ex Schauer
144. Lippia schlimii Turcz.
145. Lippia sclerophylla Briq.
146. Lippia sericea Cham.
147. Lippia somalensis Vatke
148. Lippia spiraeastrum (Mart. & Schauer) T.R.S.Silva
149. Lippia stachyoides Cham.
150. Lippia stoechadifolia (L.) Kunth
151. Lippia subracemosa Mansf.
152. Lippia suffruticosa (Griseb.) Kuntze
153. Lippia tayacajana Moldenke
154. Lippia tegulifera Briq.
155. Lippia thymoides Mart. & Schauer
156. Lippia trachyphylla Briq.
157. Lippia triplinervis Gardner
158. Lippia tristis Briq.
159. Lippia trollii Moldenke
160. Lippia turbinata Griseb.
161. Lippia turnerifolia Cham.
162. Lippia umbellata Cav.
163. Lippia vernonioides Cham.
164. Lippia villafloridana Kuntze
165. Lippia vinosa Moldenke
166. Lippia woodii Moldenke
167. Lippia yucatana Loes.

|  | Zajednički poslužitelj ima još gradiva o temi Lippia |
|  | Wikivrste imaju podatke o taksonu Lippia             |